# Friedensrichter
Ein Friedensrichter (englisch justice of the peace) ist eine ehrenamtlich tätige Person der Rechtspflege in Form eines Laienrichters an einem Friedensgericht. Sie sind vor allem im angloamerikanischen Rechtskreis anzutreffen, etwa am englischen Magistrates’ Court.
Ein Friedensrichter wird meist über eine kommunale Wahl bestimmt oder von einer Kommission ausgewählt, um den gesellschaftlichen Frieden bei Streitigkeiten im Bereich der unteren Gerichtsbarkeit zu wahren, d. h. bei Zivilsachen von geringem Streitwert, kleineren Strafsachen und Ordnungswidrigkeiten. In bestimmten Bundesstaaten der USA nimmt der Friedensrichter in seiner Eigenschaft als Standesbeamter auch Eheschließungen vor. Diese können auch außerhalb des Standesamts (in New York City Clerk) an jedem „sittlichen Ort“ stattfinden, der die ethischen Voraussetzungen erfüllt. Die Heiratsurkunde (Full Marriage Certificate) wird in Australien jedoch nicht vom Friedensrichter, sondern nur vom Standesamt des jeweiligen Bundesstaates ausgestellt.
In Deutschland kennt man die Tätigkeit von Laien unter der Bezeichnung Friedensrichter im gemeindlichen Schiedswesen des Freistaats Sachsen. Zum schweizerischen Friedensrichter siehe den Artikel Schlichtungsbehörde.